# 勞倫斯 (密西西比州)
勞倫斯（英語：Lawrence）是位於美國密西西比州牛頓縣的非建制地區。

## 歷史
勞倫斯的郵局自1867年營運至今。當地於1900年時有人口75人，1906年時約有125人。

## 地理
勞倫斯所處的海拔為高於海平面139米（即456英呎），而該地所採用的時區為UTC-6，即北美中部時區（CST）。同時該地設有夏令時間，為UTC-6調快一小時，即UTC-5（CDT）。